# Lijst van darters met een PDC Tourkaart 2023
Aan 128 dartsspelers van de Professional Darts Corporation werden voor 2023 tourkaarten toegekend waarmee zij deel mogen nemen aan alle Players Championships, UK Open Qualifiers en European Tour Qualifiers.
Nieuwe spelers hebben een tourkaart voor ten minste 2 jaar waarbij de verdiensten op nul worden gezet. Op PDC Pro Tour 2022 vindt men wie zich hiervoor heeft geplaatst. Deze ranglijst is niet te verwarren met de PDC Order of Merit, die de bijgewerkte stand op een bepaalde datum aangeeft.

## Spelers
De lijst voor 2023 ziet er als volgt uit:
| Nr. | Speler                | Prijzengeld | Kwalificatie door        |
| --- | --------------------- | ----------- | ------------------------ |
| 1   | Michael Smith         | £ 1.243.500 | Order of Merit top 64    |
| 2   | Peter Wright          | £ 1.144.500 | Order of Merit top 64    |
| 3   | Michael van Gerwen    | £ 1.050.750 | Order of Merit top 64    |
| 4   | Gerwyn Price          | £ 726.750   | Order of Merit top 64    |
| 5   | Luke Humphries        | £ 526.000   | Order of Merit top 64    |
| 6   | Rob Cross             | £ 512.000   | Order of Merit top 64    |
| 7   | Jonny Clayton         | £ 482.750   | Order of Merit top 64    |
| 8   | Danny Noppert         | £ 449.750   | Order of Merit top 64    |
| 9   | Nathan Aspinall       | £ 441.500   | Order of Merit top 64    |
| 10  | James Wade            | £ 440.000   | Order of Merit top 64    |
| 11  | Dimitri Van den Bergh | £ 411.750   | Order of Merit top 64    |
| 12  | Joe Cullen            | £ 367.750   | Order of Merit top 64    |
| 13  | Dirk van Duijvenbode  | £ 350.250   | Order of Merit top 64    |
| 14  | José de Sousa         | £ 340.000   | Order of Merit top 64    |
| 15  | Ryan Searle           | £ 327.500   | Order of Merit top 64    |
| 16  | Damon Heta            | £ 311.250   | Order of Merit top 64    |
| 17  | Ross Smith            | £ 304.750   | Order of Merit top 64    |
| 18  | Dave Chisnall         | £ 294.000   | Order of Merit top 64    |
| 19  | Gabriel Clemens       | £ 286.250   | Order of Merit top 64    |
| 20  | Krzysztof Ratajski    | £ 281.750   | Order of Merit top 64    |
| 21  | Chris Dobey           | £ 274.000   | Order of Merit top 64    |
| 22  | Gary Anderson         | £ 235.750   | Order of Merit top 64    |
| 23  | Callan Rydz           | £ 233.500   | Order of Merit top 64    |
| 24  | Stephen Bunting       | £ 232.750   | Order of Merit top 64    |
| 25  | Brendan Dolan         | £ 219.750   | Order of Merit top 64    |
| 26  | Daryl Gurney          | £ 195.250   | Order of Merit top 64    |
| 27  | Martin Schindler      | £ 189.250   | Order of Merit top 64    |
| 28  | Mervyn King           | £ 174.250   | Order of Merit top 64    |
| 29  | Raymond van Barneveld | £ 165.750   | Order of Merit top 64    |
| 30  | Vincent van der Voort | £ 165.750   | Order of Merit top 64    |
| 31  | Kim Huybrechts        | £ 163.750   | Order of Merit top 64    |
| 32  | Alan Soutar           | £ 161.500   | Order of Merit top 64    |
| 33  | Mensur Suljović       | £ 157.500   | Order of Merit top 64    |
| 34  | Adrian Lewis          | £ 139.750   | Order of Merit top 64    |
| 35  | Madars Razma          | £ 138.500   | Order of Merit top 64    |
| 36  | Josh Rock             | £ 129.000   | Order of Merit top 64    |
| 37  | William O'Connor      | £ 124.000   | Order of Merit top 64    |
| 38  | Simon Whitlock        | £ 123.500   | Order of Merit top 64    |
| 39  | Martin Lukeman        | £ 122.500   | Order of Merit top 64    |
| 40  | Martijn Kleermaker    | £ 119.000   | Order of Merit top 64    |
| 41  | Andrew Gilding        | £ 113.500   | Order of Merit top 64    |
| 42  | Keane Barry           | £ 110.500   | Order of Merit top 64    |
| 43  | Ian White             | £ 106.250   | Order of Merit top 64    |
| 44  | Ryan Joyce            | £ 104.250   | Order of Merit top 64    |
| 45  | Ryan Meikle           | £ 97.000    | Order of Merit top 64    |
| 46  | Ritchie Edhouse       | £ 96.750    | Order of Merit top 64    |
| 47  | Jermaine Wattimena    | £ 96.250    | Order of Merit top 64    |
| 48  | Ricky Evans           | £ 95.000    | Order of Merit top 64    |
| 49  | Luke Woodhouse        | £ 92.500    | Order of Merit top 64    |
| 50  | Florian Hempel        | £ 86.000    | Order of Merit top 64    |
| 51  | Rowby-John Rodriguez  | £ 82.750    | Order of Merit top 64    |
| 52  | Darius Labanauskas    | £ 82.250    | Order of Merit top 64    |
| 53  | Mike De Decker        | £ 80.500    | Order of Merit top 64    |
| 54  | Boris Krčmar          | £ 80.500    | Order of Merit top 64    |
| 55  | Steve Beaton          | £ 80.000    | Order of Merit top 64    |
| 56  | Jamie Hughes          | £ 75.000    | Order of Merit top 64    |
| 57  | Scott Williams        | £ 73.000    | Order of Merit top 64    |
| 58  | Devon Petersen        | £ 69.250    | Order of Merit top 64    |
| 59  | Jim Williams          | £ 68.250    | Order of Merit top 64    |
| 60  | Lewis Williams        | £ 67.000    | Order of Merit top 64    |
| 61  | Steve Lennon          | £ 65.000    | Order of Merit top 64    |
| 62  | Adam Gawlas           | £ 64.250    | Order of Merit top 64    |
| 63  | Joe Murnan            | £ 57.000    | Order of Merit top 64    |
| 64  | Jeff Smith            | £ 56.750    | Order of Merit top 64    |
| 65  | Danny Jansen          | £ 48.250    | Q-School 2022            |
| 66  | Cameron Menzies       | £ 47.750    | Q-School 2022            |
| 67  | Matt Campbell         | £ 47.750    | EU Challenge Tour 2021   |
| 68  | Nathan Rafferty       | £ 45.750    | Q-School 2022            |
| 69  | Mickey Mansell        | £ 44.250    | Q-School 2022            |
| 70  | John O'Shea           | £ 36.500    | Q-School 2022            |
| 71  | Scott Waites          | £ 26.750    | Q-School 2022            |
| 72  | Jimmy Hendriks        | £ 26.000    | Q-School 2022            |
| 73  | Kevin Doets           | £ 24.500    | Q-School 2022            |
| 74  | José Justicia         | £ 23.000    | Q-School 2022            |
| 75  | Ricardo Pietreczko    | £ 23.000    | Q-School 2022            |
| 76  | Richie Burnett        | £ 22.000    | Q-School 2022            |
| 77  | Ted Evetts            | £ 22.000    | Q-School 2022            |
| 78  | Mario Vandenbogaerde  | £ 20.250    | Q-School 2022            |
| 79  | Connor Scutt          | £ 19.500    | Q-School 2022            |
| 80  | Krzysztof Kciuk       | £ 18.000    | Q-School 2022            |
| 81  | Brian Raman           | £ 17.500    | Q-School 2022            |
| 82  | Rusty-Jake Rodriguez  | £ 17.250    | EU Development Tour 2021 |
| 83  | Radosław Szagański    | £ 16.500    | Q-School 2022            |
| 84  | George Killington     | £ 15.250    | Q-School 2022            |
| 85  | James Wilson          | £ 15.000    | Q-School 2022            |
| 86  | Shaun Wilkinson       | £ 14.750    | Q-School 2022            |
| 87  | Luc Peters            | £ 13.000    | Q-School 2022            |
| 88  | Damian Mol            | £ 12.250    | Q-School 2022            |
| 89  | Tony Martinez         | £ 11.250    | Q-School 2022            |
| 90  | Bradley Brooks        | £ 11.250    | UK Development Tour 2021 |
| 91  | Jamie Clark           | £ 11.000    | Q-School 2022            |
| 92  | Kevin Burness         | £ 10.250    | Q-School 2022            |
| 93  | Ross Montgomery       | £ 9.750     | Q-School 2022            |
| 94  | Jules van Dongen      | £ 8.750     | Q-School 2022            |
| 95  | Nick Fullwell         | £ 7.250     | Q-School 2022            |
| 96  | Darren Webster        | £ 6.500     | Q-School 2022            |
| 97  | Vladimir Andersen     | £ 2.000     | Q-School 2022            |
| 98  | Robert Owen           | £ 0         | Challenge Tour 2022      |
| 99  | Danny van Trijp       | £ 0         | Challenge Tour 2022      |
| 100 | Geert Nentjes         | £ 0         | Development Tour 2022    |
| 101 | Jurjen van der Velde  | £ 0         | Development Tour 2022    |
| 102 | Jeffrey Sparidaans    | £ 0         | Q-School 2023            |
| 103 | Arron Monk            | £ 0         | Q-School 2023            |
| 104 | Corey Cadby           | £ 0         | Q-School 2023            |
| 105 | Graham Usher          | £ 0         | Q-School 2023            |
| 106 | Jeffrey de Zwaan      | £ 0         | Q-School 2023            |
| 107 | Josh Payne            | £ 0         | Q-School 2023            |
| 108 | Robbie Knops          | £ 0         | Q-School 2023            |
| 109 | Adam Smith-Neale      | £ 0         | Q-School 2023            |
| 110 | Maik Kuivenhoven      | £ 0         | Q-School 2023            |
| 111 | Richard Veenstra      | £ 0         | Q-School 2023            |
| 112 | Niels Zonneveld       | £ 0         | Q-School 2023            |
| 113 | Pascal Rupprecht      | £ 0         | Q-School 2023            |
| 114 | Ronny Huybrechts      | £ 0         | Q-School 2023            |
| 115 | Karel Sedláček        | £ 0         | Q-School 2023            |
| 116 | Jacques Labre         | £ 0         | Q-School 2023            |
| 117 | Daniel Klose          | £ 0         | Q-School 2023            |
| 118 | Gian van Veen         | £ 0         | Q-School 2023            |
| 119 | Owen Roelofs          | £ 0         | Q-School 2023            |
| 120 | Dylan Slevin          | £ 0         | Q-School 2023            |
| 121 | Lee Evans             | £ 0         | Q-School 2023            |
| 122 | Stephen Burton        | £ 0         | Q-School 2023            |
| 123 | Nick Kenny            | £ 0         | Q-School 2023            |
| 124 | Keegan Brown          | £ 0         | Q-School 2023            |
| 125 | Adam Warner           | £ 0         | Q-School 2023            |
| 126 | Graham Hall           | £ 0         | Q-School 2023            |
| 127 | Callum Goffin         | £ 0         | Q-School 2023            |
| 128 | Christian Perez       | £ 0         | Q-School 2023            |